# Alexander Hagen
Pour les articles homonymes, voir Hagen.
Alexander Hagen, né le 17 février 1827 en Livonie et mort en 1869 au Pérou, est un peintre.

## Biographie
Alexander Hagen naît le 17 février 1827, au domaine de Klein-Wrangelshof en Livonie.
Fils et élève d'August Matthias Hagen, il étudie aussi à l'Académie de Munich. En 1855, il s'installe à Rome, vit à Paris en 1856/1857 et accompagne ensuite l'ambassadeur bavarois Dr. M. Wegner lors d'un voyage d'exploration en Amérique du Sud, d'où il revient en Allemagne en automne 1859. Après un bref séjour en Allemagne, il repart pour le Pérou, où il se serait maintenu plusieurs années, lui et sa famille, en peignant des portraits.
Alexander Hagen meurt en 1869 au Pérou.
Un autoportrait se trouvait à l'exposition du jubilé de Riga en 1901.